# Bliziny
Bliziny (kaszb. Blizënë) – przysiółek wsi Kierzkowo w Polsce, położony w województwie pomorskim, w powiecie gdańskim, w gminie Przywidz.
Przysiółek położony jest przy drodze wojewódzkiej nr 233, jest częścią składową sołectwa Kierzkowo.
W latach 1975–1998 przysiółek należał administracyjnie do województwa gdańskiego.
Znajduje się tutaj park rozrywki Świat Labiryntów.